# Tobias Haberl
Tobias Haberl (* 1975 im Bayerischen Wald) ist ein deutscher Journalist, Kolumnist und Sachbuchautor.

## Leben
Tobias Haberl studierte in Würzburg und in Großbritannien die Fächer Latein, Germanistik und Anglistik. Nach zwei Jahren als freier Journalist in Berlin besuchte er die Henri-Nannen-Schule in Hamburg. Nach deren Abschluss wurde er 2005 Redakteur beim Süddeutsche Zeitung Magazin. Neben seinen journalistischen Arbeiten, für die er mehrfach ausgezeichnet wurde, hat er eine Reihe von Buchveröffentlichungen vorgelegt.
Mit seinem 2024 veröffentlichten Buch Unter Heiden setzt sich Haberl offensiv mit seinem Glauben als katholischer Christ und der Situation des Glaubens in der postchristlichen deutschen Gesellschaft auseinander. Er beschreibt dabei seine behütete Kindheit im ländlichen katholischen Milieu im Bayerischen Wald, den Besuch in der französischen Benediktinerabtei Barroux und seine gewonnene Ehrfurcht vor der Alten Messe. Seine biographischen Notizen sind zudem geprägt von existenziellen Glaubenserfahrungen und Begegnungen und Gesprächen mit Nora Bossong, Navid Kermani, Martin Mosebach, Joseph Ratzinger, Peter Seewald, Robert Spaemann und weiteren Persönlichkeiten des öffentlichen Lebens.

## Veröffentlichungen
- Wie ich mal rot wurde. Mein Jahr in der Linkspartei. Luchterhand, München 2011, ISBN 978-3-630-87352-7.
- Wir, Ritter der Ehrenrunde. Prominente berichten vom Sitzenbleiben. (hrsg. mit Alexandros Stefanidis), Kösel-Verlag, München 2016, ISBN 978-3-466-31058-6.
- Die große Entzauberung. Vom trügerischen Glück des heutigen Menschen. Blessing, München 2019, ISBN 978-3-89667-645-0.
- Der gekränkte Mann. Verteidigung eines Auslaufmodells. Piper Verlag, München 2022, ISBN 978-3-492-07113-0.
- Unter Heiden. Warum ich trotzdem Christ bleibe – Was kann das 21. Jahrhundert eigentlich von gläubigen Menschen lernen? btb Verlag, München 2024, ISBN 978-3-442-76287-3.

## Auszeichnungen
- 2013: Deutscher Reporterpreis (Sonderpreis mit Alfred Steffen und Alexandros Stefanidis)
- 2016: Theodor-Wolff-Preis (Reportage)
- 2023: Deutscher Reporter:innenpreis (Bester Essay)[5]